# Cadicalesi
Cadicalesi (em turco: Kadıkalesi) é o nome turco atribuído a uma antiga fortaleza bizantina, atualmente em ruínas, localizada no interior da vila de Soğucak, na Turquia. Provavelmente sua localização coincide com o sítio da antiga cidade costeira de Anaia, um assentamento grego antigo citado nas fontes da Antiguidade Clássica.
Foi construído com entulhos e espólios de edifícios helenísticos, romanos e bizantinos e estudos do estilo arquitetônico levaram os estudiosos a suporem que tenha sido construído no final do século XII ou começo do XIII, provavelmente sob ordem do imperador bizantino Manuel I Comneno (r. 1043–1180).